# Sapran Hassna
Sapran Hassna (født 1993 i Sandholmlejren) er en dansk forfatter der har skrevet om sin rystende barndom i bogen Forbandede barndom, udgivet februar 2016.
Hendes og hendes søstres historie var i 2016 også genstand for TV 2's tv-dokumentaren Anbragt i helvede.
Hassna studerer religionsvidenskab ved Københavns Universitet.